# Estádio de Marraquexe
O Estádio de Marraquexe (em francês:  Stade de Marrakech, em árabe: ستاد مراكش) é um estádio de futebol localizado na cidade de Marraquexe, no Marrocos. Inaugurado oficialmente em 5 de janeiro de 2011, conta com capacidade máxima para 45 240 espectadores.
O estádio foi uma das sedes oficiais da Copa do Mundo de Clubes da FIFA nas edições de 2013 e 2014 e também do Campeonato das Nações Africanas de 2018, ambos realizados no país. O Kawkab Marrakech manda por ali seus jogos oficiais por competições nacionais e continentais.